# Alianne Diehl
Alianne Diehl (* 3. Oktober 1977 in Heidelberg) ist eine deutsche Schauspielerin und Sprecherin.

## Leben
Alianne Diehl wuchs seit ihrem sechsten Lebensjahr in Hamburg auf. Von 1988 bis 1990 besuchte sie das Gymnasium Christianeum, wechselte dann auf das benachbarte Gymnasium Hochrad und verbrachte die letzten fünf Schuljahre im Internat Heimschule Kloster Wald.
Nach dem Abitur beendete sie ihre parallel zur Schule begonnene Ausbildung zur Bildhauerin und absolvierte dann ein einjähriges Kunststudium am Surrey Institute of Art and Design. Sie arbeitete später unter anderem als Assistant Model Maker bei Magicon, wo sie die Miniaturen für den 2000 veröffentlichten Film Der Patriot baute.
Von 2001 bis 2003 absolvierte sie ihre Ausbildung zur Schauspielerin und Dialogregisseurin an der Schule für Sprech- und Schauspielkunst Dieter Bartel.
Als Schauspielerin war sie in Hamburg am Kellertheater und am Theater in der Washingtonallee zu sehen sowie im Heidepark Soltau und am Norddeutschen Tourneetheater. Weiterhin wirkte sie in den Bereichen Aufnahme, Requisite und Continuity an mehreren Kurzfilmen mit.
Seit 2005 ist sie vorrangig als Sprecherin tätig, unter anderem 2008 für das Computerspiel Edna bricht aus, bei welchem sie die Hauptrolle sprach, und 2011 beim Nachfolgespiel Harveys neue Augen, wo sie wieder die Edna sprach.
2012 sprach sie im Computerspiel Chaos auf Deponia Donna/Janoschs Mama und 2013 in Goodbye Deponia Donna/Grittchen. Im Computerspiel A New Beginning lieh sie der Nachrichtensprecherin Sadi ihre Stimme. 2019 sprach sie im Spiel Edna und Harvey am Seidenen Faden zum dritten Mal Edna.
Alianne Diehl ist verheiratet und lebt in Hamburg.